# Phoradendron obtusissimum
Phoradendron obtusissimum är en sandelträdsväxtart som först beskrevs av Friedrich Anton Wilhelm Miquel, och fick sitt nu gällande namn av August Wilhelm Eichler. Phoradendron obtusissimum ingår i släktet Phoradendron och familjen sandelträdsväxter. Inga underarter finns listade i Catalogue of Life.